# El Gòtic
|  | Aquest article tracta sobre el barri barceloní. Vegeu-ne altres significats a «Gòtic». |

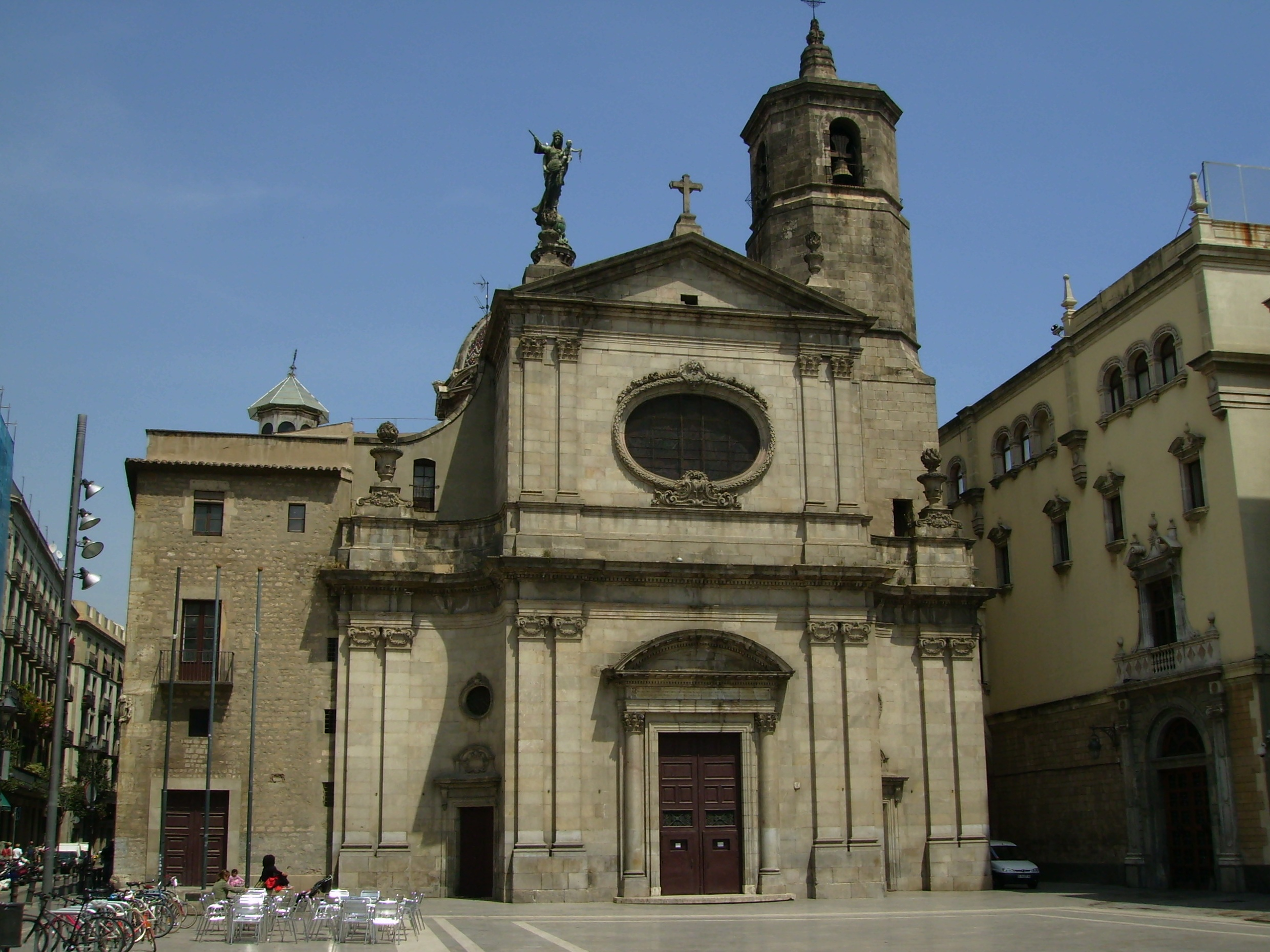
Basílica de la Mercè.

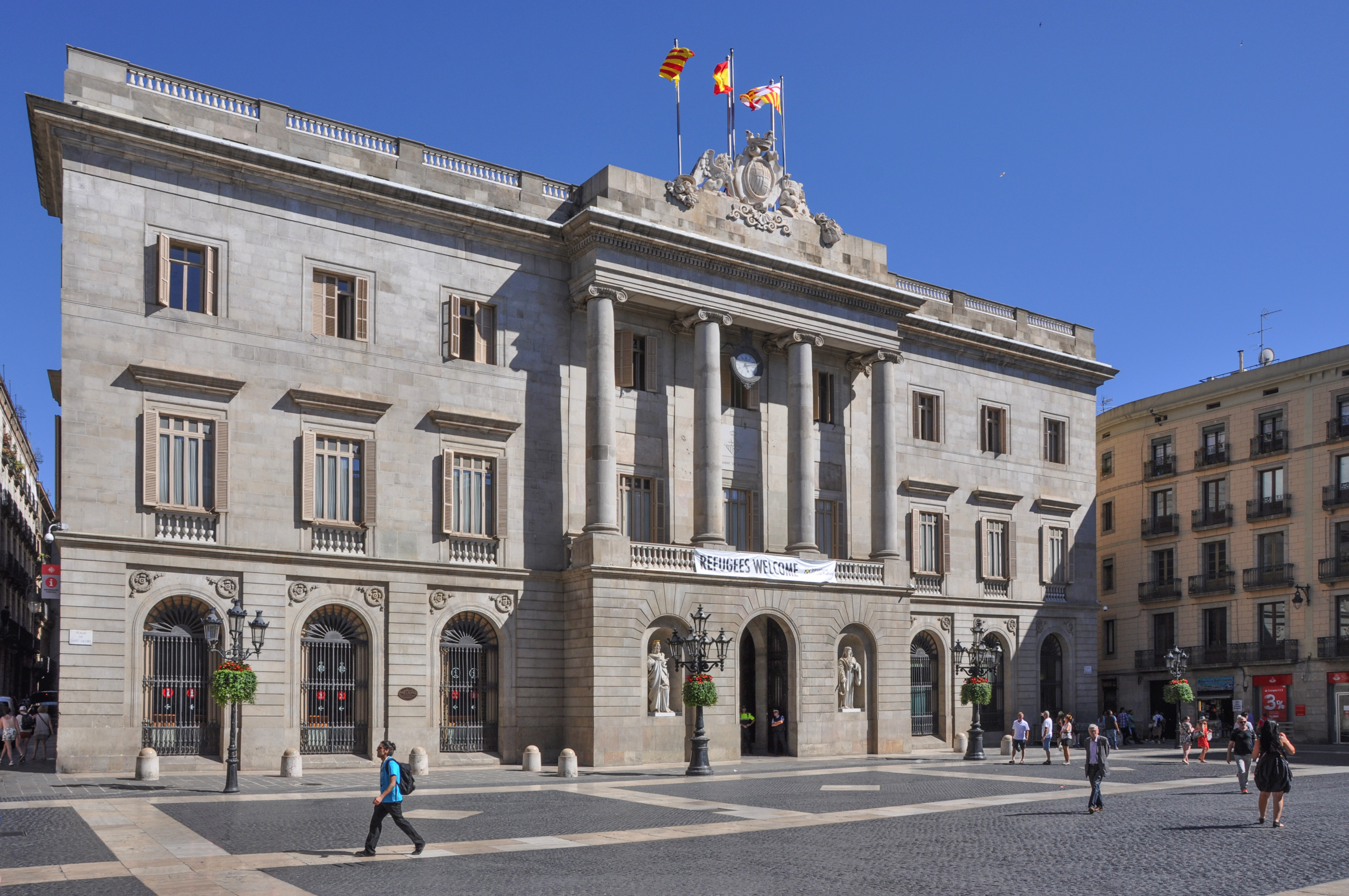
Casa de la Ciutat, seu de l'Ajuntament de Barcelona.

El Gòtic, també conegut com el Barri Gòtic, és un dels quatre barris que formen el districte de Ciutat Vella de la ciutat de Barcelona. El seu emplaçament constitueix la zona més antiga de la ciutat, així com el seu centre històric. El cardo i el decumanus romans són els eixos d'urbanització històrics del barri en la seva part més alta, que es creuaven al Fòrum romà de Bàrcino, a l'antic mont Tàber.
L'actual plaça de Sant Jaume, on es troben el Palau de la Generalitat i la Casa de la Ciutat, ocupa el lloc aproximat del Fòrum, de manera que es pot dir que aquest espai ha estat el centre polític de Barcelona i Catalunya durant més de 2000 anys.
A més dels edificis de la Generalitat i l'Ajuntament, s'hi troben el Palau Episcopal i altres edificis de les principals institucions de govern: el Palau Reial, el Palau del Lloctinent, i hi havia hagut el Castell del Veguer i la Taula de Canvi.
Hi tenen la seu entitats científico-culturals d'importància com l'Arxiu de la Corona d'Aragó, el Museu d'Història de la Ciutat (MUHBA), l'Institut Municipal d'Història de Barcelona, l'Arxiu Històric de la Ciutat de Barcelona, l'Arxiu Diocesà de Barcelona, el Centre Excursionista de Catalunya, el Museu Frederic Marès, etc.

## Barris històrics inclosos
Està compost, al seu torn, per set parts o barris històrics que conserven la seva pròpia personalitat: 
- Els que quedaven dintre del recinte murallat romà, que pren com a centre la plaça de Sant Jaume:
  - El barri de la Catedral, al voltant de la Catedral, delimitat pels carrers del Bisbe, Jaume I, Tapineria, Via Laietana i avinguda de la Catedral.
  - El barri del Call i Sant Felip Neri, que comprèn l'antic Call (entre la plaça de Sant Jaume, Ferran, Avinyó i Banys Nous, la baixada de Santa Eulàlia i Bisbe), i els voltants de l'església de Sant Felip Neri i l'església de Sant Sever fins al carrer de la Palla.
  - El barri de Sant Just, al voltant de l'església de Sant Just i Pastor, delimitat pels carrers de Jaume I, Ciutat, Regomir, Correu Vell i Sotstinent Navarro.
  - El barri del Palau, entorn de l'antic Palau Reial Menor, delimitat pels carrers de Ferran, Avinyó, Comtessa de Sobradiel, Regomir i Ciutat.

- Els que quedaven entre el segon cinyell de muralles, fins a la Rambla, el mar, la plaça de Catalunya i la Via Laietana:
  - El barri del Pi, al voltant de Santa Maria del Pi, entre la Rambla, el barri del Call i Sant Felip Neri i els carrers de Ferran i Portaferrissa.
  - El barri de Santa Anna, centrat per Santa Anna i el Portal de l'Àngel, entre la plaça Catalunya, la Rambla, el carrer de Portaferrissa, Boters, avinguda de la Catedral, Via Laietana i Fontanella.
  - El barri de la Mercè, al voltant del carrer Ample i la basílica de la Mercè, entre el mar, la Via Laietana, la Rambla i els barris del Palau i Sant Just.

L'estructura d'aqueixa zona de la ciutat va arribar intacta fins al segle xix, període que portà a grans transformacions en l'estructura i morfologia del que esdevindria Barri Gòtic, com la transformació de cementiris parroquials en places públiques; el buidatge de grans edificis amb el consegüent canvi d'ús (desamortització en general, i també els incendis de la bullanga de 1835 que donen pas a la urbanització de la Rambla i a la creació de la plaça Reial); l'obertura de l'eix transversal Ferran-Jaume I-Princesa (amb creació de la plaça de Sant Jaume); i, a partir de 1854, l'enderrocament de la muralla de terra.

## Història

### Origen
El Barri Gòtic és una creació del segle xx. De fet, entorn de 1900 hi havia ben poc de gòtic en aquest espai, on predominava l'arquitectura renaixentista i barroca dels segles XVI-XVII, per acció tant de les autoritats catalanes com de particulars, que en aquells segles remodelaren edificis originàriament gòtics i també en bastiren de nous. Paradoxalment, el gran centre barceloní de l'art gòtic era al sector oriental del barri de la Catedral, que llavors hom destruïa per a obrir la Via Laietana (1908-1913).
La idea de crear un Barri Gòtic entorn de la Catedral fou suggerida per la construcció d'una façana neogòtica per a la catedral de Barcelona (Josep Oriol Mestres, 1887-1890), i alimentada, encara, per la consciència generalitzada que calia salvar edificis gòtics (palaus, convents), o elements seus (finestres, capitells, portes, escales), que eren enderrocats en les obres de la Via Laietana i, quan no eren destruïts, anaven acumulant-se als magatzems municipals.
La idea es concretà el 1911, arran que Ramon Rucabado encunyà el terme de Barri Gòtic en l'article “Un barrio gótico en Barcelona” (revista La Cataluña, núm. 189, 1911). Això engegà una polèmica llarga i complexa, perquè s'hi confrontaven interessos i criteris molt divergents. Per exemple, la monumentalització historicista del centre històric amb "unitat d'estil" (en la línia ja clàssica de Viollet-le-Duc) topava amb la tendència, més recent, de conservacionisme del patrimoni històric amb coherència urbanística. En la polèmica intervingué bona part de la intel·lectualitat catalana de l'època; entre d'altres, arquitectes i historiadors com Lluís Domènech i Montaner, Francesc Carreras Candi, Josep Puig i Cadafalch, Joan Rubió i Bellver, Bonaventura Bassegoda, Adolf Florensa, Agustí Duran i Sanpere...
En la victòria del projecte de convertir els voltants de la Catedral en Barri Gòtic confluïren interessos de mena diversa: el catalanisme, per part d'intel·lectuals i polítics, interessats a exaltar el passat de la nació tot reconstruint l'esplendor barcelonina del segle XIV; l'expansionisme comercial, per part de la burgesia, interessada a embellir la ciutat per a atreure el turisme (Sociedad de Atracción de Forasteros, 1908-1939)... En definitiva, s'hi aplicà la mateixa lògica seguida prèviament als centres històrics de grans ciutats com París, Viena i Brussel·les (en el cas barceloní, però, sense suport estatal darrere).

### Realització
Les obres de restauració-creació del Barri Gòtic consistiren, essencialment, a remodelar l'espai; a goticitzar els edificis antics, tot afegint-los elements arquitectònics recuperats dels magatzems municipals, o bé elements neogòtics elaborats de cap i de nou; així com a traslladar-hi edificis sencers des d'altres punts de la ciutat, fins a crear la configuració actual.
Les obres es feren amb voluntat de rigor científic; la idea motriu era restaurar l'aspecte que hauria pogut tenir l'espai abans de les reformes de l'Edat Moderna. El procés de transformació comportà prospeccions arqueològiques sistemàtiques, i força fructíferes.
La institució impulsora fou la Diputació de Barcelona; els principals directors de les obres, Adolf Florensa i Agustí Duran i Sampere.

### Etapes
Aquestes obres s'engegaren el 1927, tot aprofitant l'impuls de l'Exposició Internacional de Barcelona que havia de celebrar-se el 1929, i continuaren fins a l'esclat de la Guerra Civil, el 1936.
El 1934 el consistori republicà aprovà la remodelació completa del pla de la Catedral, és a dir, l'espai estès entre la façana principal de la Catedral i les portes romanes de la plaça Nova; el projecte comportava l'eliminació total del sector de la plaça Nova, amb Corríbia i el Bou de la Plaça Nova. Emperò, l'esclat de la guerra impedí de dur-ho a terme.
Paradoxalment, fou l'alçament feixista el que engegà un seguit d'esdeveniments sense relació directa amb les obres del Gòtic, però que menarien a la configuració actual del pla de la Catedral. En efecte, el 30 de gener de 1938 dos salvatges bombardeigs aeris franquistes, dirigits expressament contra la població civil, provocaren enormes destruccions als habitatges d'aquest sector, amb gran mortaldat. Ja en la postguerra, les noves autoritats franquistes procediren a enderrocar els edificis restants (1940-1958), la qual cosa suposà la desaparició de carrers sencers i l'alteració significativa d'altres, amb pràctica extinció del barri de la Catedral i dispersió dels vora mil vuit-cents veïns que hi restaven. Tot plegat fou substituït per l'obertura de l'avinguda de la Catedral. En aquest procés també es recuperà (1957) el pany de muralla romana a què està adosada la Casa de l'Ardiaca, amb les torres rectangulars, conjunt fins llavors ocult per edificis d'habitatges.
D'ençà de llavors l'avinguda de la Catedral forma una frontera visible i remarca l'arrencada de l'antiga Bàrcino, allà on tradicionalment hi havia un contínuum ininterromput de carrers estrets: les torres del carrer del Bisbe estaven completament envoltades per les cases de la plaça Nova; i passant per Corríbia hom topava sobtadament la mole de la Catedral.
Mentrestant, Tàber endins, als anys quaranta es reprenien les obres de restauració-creació del Barri Gòtic, acompanyades també de prospeccions arqueològiques, com abans. El gruix de les obres conclogué entorn de 1960, tot i que hi ha hagut intervencions concretes fins a l'actualitat.

### Popularització i turistificació
No fou fins a la dècada de 1950 que el nou Barri Gòtic començà a ésser promocionat com a element important del circuit turístic de Barcelona, paper que consolidaria en ben poc de temps. El topònim, divulgat des dels anys vint, es popularitzà en aquest període.
Amb el temps s'hi han desenvolupat llegendes urbanes, sovint relacionades amb elements que hom pren per antics però que en realitat daten del segle xx, com, per exemple, la bústia de marbre de la Casa de l'Ardiaca (Domènech i Montaner, 1902), el pont del carrer del bisbe (Rubió i Bellver, 1928) i el pany d'aqüeducte de la porta romana (Florensa, 1958). Més lamentable és que la vox populi atribueixi sovint els impactes de metralla de la plaça de Sant Felip Neri --provocats pel bombardeig franquista de 1938-- a afusellaments de capellans per part dels rojos.

### Oficialització
En les diverses divisions administratives de la ciutat, el territori de l'actual Barri Gòtic s'estructurava en diversos barris menors, els quals, a partir de la reestructuració administrativa en districtes i barris de 1933, s'aproximaren força a la percepció popular tradicional: entre 1933 i 1984 hi existien, com a unitats administratives, els barris de Santa Anna (que incloïa la plaça de Catalunya, pròpiament de l'Eixample), Jonqueres, la Catedral, Foment, el Pi, Diputació, Trinitat, Banc i la Mercè.
Amb l'adopció de l'actual divisió en districtes (1984), que comportà la reunificació de Ciutat Vella (abans "Casc Antic", més la Barceloneta), el Barri Gòtic esdevingué unitat administrativa per primera volta. Ho confirmà, encara, la nova divisió en barris (2006).